# 江陵飛行場
江陵飛行場（カンヌンひこうじょう、朝: 강릉공항、英: Gangneung Airbase）は、大韓民国江原特別自治道江陵市にある軍用飛行場。日本統治時代の朝鮮において1939年（昭和14年）頃に開設された。2002年4月に襄陽国際空港が開港するまでは官民共用であり、1969年12月11日には大韓航空機YS-11ハイジャック事件が発生した。